# Jigme Thinley
Jigme Thinley (ur. 1952 w dystrykcie Bumthang) – bhutański polityk, trzykrotny premier Bhutanu, od 20 lipca 1998 do 9 lipca 1999, od 30 sierpnia 2003 do 20 sierpnia 2004 oraz od 9 kwietnia 2008 do 30 lipca 2013.

## Kariera polityczna
Jigme Thinley urodził się w 1952 w Bumthang w Bhutanie. W 1974 wstąpił w struktury służby cywilnej. W 1982 został sekretarzem w Ministerstwie Spraw Wewnętrznych. W styczniu 1994 został mianowany wiceministrem spraw wewnętrznych. W tym samym roku został Stałym Przedstawicielem Bhutanu przy ONZ w Nowym Jorku.
Thinley dwukrotnie pełnił funkcję szefa rządu w czasie obowiązywania rotacyjnego systemu sprawowania władzy. Wówczas na stanowisku premiera przez okres 1 roku zasiadało na zmianę 5 kandydatów, którzy zdobyli największą liczbę głosów w wyborach do Zgromadzenia Narodowego. Thinley zajmował stanowisko premiera od lipca 1998 do lipca 1999 oraz od sierpnia 2003 do sierpnia 2004. Ponadto Jigme Thinley zajmował w latach 1998–2003 urząd ministra spraw zagranicznych. Od 2003 do 2008 pełnił funkcję ministra spraw wewnętrznych i kulturalnych.
15 sierpnia 2007 Jigme Thinley stanął na czele powstałej miesiąc wcześniej Partii Pokoju i Dobrobytu Bhutanu (Druk Phuensum Tshogpa). Partia została utworzona, aby wziąć udział w pierwszych powszechnych i demokratycznych wyborach w kraju, które zarządził król Jigme Khesar Namgyal Wangchuck. Wybory do Zgromadzenia Narodowego miały miejsce 24 marca 2008, a Partia Pokoju i Dobrobytu Bhutanu zdobyła w nich 67% głosów poparcia i 45 z 47 miejsc w nowym Zgromadzeniu.
9 kwietnia 2008 Jigme Thinley został mianowany i zaprzysiężony na stanowisku szefa rządu, które piastował do 30 lipca 2013. Jego następcą został Tshering Tobgay. Po wyborach w 2013 r. Thinley zrezygnował z przewodniczenia partii DPT, a także z mandatu do Zgromadzenia Narodowego.
11 listopada 2008 roku jego syn Palden poślubił księżniczkę Ashi Kesang Choden Wangchuck.
28 listopada 2018 roku zmarła jego żona Aum Rinsy Dem w Bangkoku.